# Victoires de la musique
Pour les articles homonymes, voir Victoire.
Ne doit pas être confondu avec Victoires de la musique guinéenne.
Les Victoires de la musique sont des récompenses musicales françaises décernées chaque année à des artistes du monde de la musique de variétés, et dont l'origine remonte à 1985.
À l'origine, la cérémonie concernait à la fois la musique de variétés, la musique classique, le jazz et le spectacle d'humour. En 1994, une cérémonie distincte regroupant classique et jazz est créée : les Victoires de la musique classique. Le jazz bénéficie à son tour d'une cérémonie à part entière à partir de 2002 : les Victoires du jazz. Les Victoires de la musique récompensent désormais essentiellement la musique de variétés (au sens large).
La cérémonie est citée comme étant l'équivalent français des Grammy Awards aux États-Unis. Elle est également considérée comme le pendant musical des César pour le cinéma, des Molières pour le théâtre et des Sept d'or (aujourd'hui disparus) pour la télévision, bien qu'elle ne concerne qu'un certain genre musical.

## Fonctionnement
Les Victoires de la musique ont été créées à l'initiative de Claude Fléouter, Denys Limon et Pascale Tardy (coordinatrice générale de 1985 à 1992), ainsi que de Jack Lang, ministre de la Culture et de la Communication de l'époque.
Chaque année, le conseil d'administration de l'association établit l''intitulé des catégories.
L'association est composée de quatre collèges constituant à la fois l'assemblée générale et le conseil d'administration, et représentatifs des professions musicales (auteurs, compositeurs et éditeurs ; artistes-interprètes ; producteurs, de phonogrammes ; producteurs de spectacles), auxquels s'ajoutent des personnalités qualifiées, un membre de droit (le ministère de la culture et de la communication), et des membres observateurs. Un délégué général est chargé, sous le contrôle du président, de la gestion et de l’administration de l’association, conformément aux instructions et décisions du conseil d’administration.
Claude Fléouter fut le premier à occuper ce poste de 1985 à 1995, puis Enrico della Rosa lui succéda de 1996 à 2005, Gilles Désangles de 2006 à 2017, Jean-Yves de Linares depuis 2020.
Le conseil désigne également les personnalités qui composent le collège des votants. En 2013, ce dernier pour l'émission de variétés était constituée de 600 professionnels répartis entre 40 % d'artistes (interprètes, musiciens, auteurs, compositeurs), 40 % de professionnels de la production musicale et 20 % d'autres professionnels de milieux proches du monde de la musique (agents d'artistes, disquaires, critiques musicaux, programmateurs de radios…).
Le succès commercial n'apparaît pas comme un facteur déterminant d'éligibilité, même si les artistes primés rencontrent la plupart du temps le succès populaire. Depuis quelques années, certains trophées sont d'ailleurs décernés par le public, par le biais de votes par SMS et, depuis 2009, par internet : la Victoire du groupe ou artiste révélation du public de l'année et celle de la chanson de l'année.

## Cérémonies
| Édition | Date                         | Lieu                        | Présentation                                                            | Chaîne de diffusion | Audiences Nombre de téléspectateurs (PDM) | Références |
| ------- | ---------------------------- | --------------------------- | ----------------------------------------------------------------------- | ------------------- | ----------------------------------------- | ---------- |
| 1re     | 23 novembre 1985             | Moulin-Rouge                | Daniel Balavoine                                                        | Antenne 2           | NC                                        | [ 5 ]      |
| 2e      | 22 novembre 1986             | Moulin-Rouge                | Renaud                                                                  | Antenne 2           | NC                                        | [ 6 ]      |
| 3e      | 19 décembre 1987             | Zénith de Paris             | Alain Souchon Laurent Voulzy                                            | TF1                 | NC                                        | [ 7 ]      |
| 4e      | 19 novembre 1988             | Zénith de Paris             | Patrick Sabatier                                                        | TF1                 | NC                                        | [ 8 ]      |
| 5e      | 3 février 1990               | Zénith de Paris             | Michel Drucker                                                          | Antenne 2           | 8,9 millions (43 %)                       | ,          |
| 6e      | 2 février 1991               | Zénith de Paris             | Jean-Luc Delarue                                                        | Antenne 2           | NC                                        | [ 11 ]     |
| 7e      | 1er février 1992             | Palais des congrès de Paris | Jean-Luc Delarue Eddy Mitchell Michel Sardou                            | Antenne 2           | NC                                        | [ 12 ]     |
| 8e      | 8 février 1993               | Palais des congrès de Paris | Nagui                                                                   | France 2            | NC                                        | [ 13 ]     |
| 9e      | 7 février 1994               | Palais des congrès de Paris | Nagui Christian Morin                                                   | France 2            | NC                                        | [ 14 ]     |
| 10e     | 13 février 1995              | Palais des congrès de Paris | Nagui Michel Drucker                                                    | France 2            | 5,7 millions (29 %)                       | ,          |
| 11e     | 12 février 1996              | Palais des congrès de Paris | Michel Drucker Arthur                                                   | France 2            | NC                                        | [ 16 ]     |
| 12e     | 10 février 1997              | Palais des congrès de Paris | Michel Drucker                                                          | France 2            | NC                                        | [ 17 ]     |
| 13e     | 20 février 1998              | Olympia                     | Michel Drucker                                                          | France 2            | NC                                        |            |
| 14e     | 20 février 1999              | Olympia                     | Michel Drucker                                                          | France 2            | NC                                        |            |
| 15e     | 11 mars 2000                 | Zénith de Paris             | Michel Drucker Jean-Luc Delarue                                         | France 2            | 4,2 millions (28,5 %)                     | [ 18 ]     |
| 16e     | 17 février 2001              | Olympia                     | Jean-Luc Delarue Frédérique Bedos                                       | France 2            | 4,1 millions (27,5 %)                     | [ 18 ]     |
| 17e     | 9 mars 2002                  | Zénith de Paris             | Jean-Luc Delarue Daniela Lumbroso                                       | France 2            | 3,3 millions (25 %)                       | [ 18 ]     |
| 18e     | 15 février 2003              | Zénith de Paris             | Jean-Luc Delarue Michel Drucker                                         | France 2            | 4,3 millions (27 %)                       | [ 18 ]     |
| 19e     | 28 février 2004              | Zénith de Paris             | Jean-Luc Delarue Guillaume Durand                                       | France 2            | 3,3 millions (18,5 %)                     | [ 18 ]     |
| 20e     | 5 mars 2005                  | Zénith de Paris             | Jean-Luc Delarue Guillaume Durand Michel Drucker Nagui Daniela Lumbroso | France 2            | 3,8 millions (27,2 %)                     | [ 18 ]     |
| 21e     | 4 mars 2006                  | Zénith de Paris             | Michel Drucker Nagui                                                    | France 2            | 4,2 millions (24,6 %)                     | [ 18 ]     |
| 22e     | 10 mars 2007                 | Zénith de Paris             | Michel Drucker Nagui                                                    | France 2            | 3,5 millions (22,1 %)                     | [ 18 ]     |
| 23e     | 8 mars 2008                  | Zénith de Paris             | Nagui                                                                   | France 2            | 3,2 millions (20,7 %)                     | [ 18 ]     |
| 24e     | 28 février 2009              | Zénith de Paris             | Nagui                                                                   | France 2            | 3,1 millions (19,1 %)                     | [ 18 ]     |
| 25e     | 6 mars 2010                  | Zénith de Paris             | Nagui et 10 animateurs des années passées                               | France 2            | 3,2 millions (19,7 %)                     | [ 18 ]     |
| 26e     | 9 février 2011 (révélations) | Zénith de Lille             | Cyril Hanouna Stéphanie Renouvin                                        | France 4            | 489 000 (2,3 %)                           | [ 20 ]     |
| 26e     | 1er mars 2011                | Palais des Congrès de Paris | Marie Drucker Aline Afanoukoé                                           | France 2            | 2,6 millions (11,1 %)                     | [ 9 ]      |
| 27e     | 3 mars 2012                  | Palais des Congrès de Paris | Alessandra Sublet Jérémy Michalak (voix off)                            | France 2            | 2,5 millions (12,6 %)                     | [ 9 ]      |
| 28e     | 8 février 2013               | Zénith de Paris             | Virginie Guilhaume Laurent Ruquier                                      | France 2            | 2,38 millions (11,5 %)                    | [ 21 ]     |
| 29e     | 14 février 2014              | Zénith de Paris             | Virginie Guilhaume Bruno Guillon (coulisses)                            | France 2            | 3,1 millions (15,8 %)                     | [ 22 ]     |
| 30e     | 13 février 2015              | Zénith de Paris             | Virginie Guilhaume                                                      | France 2            | 2,34 millions (14 %)                      | [ 23 ]     |
| 31e     | 12 février 2016              | Zénith de Paris             | Virginie Guilhaume Bruno Guillon                                        | France 2            | 2,87 millions (14,7 %)                    | [ 24 ]     |
| 32e     | 10 février 2017              | Zénith de Paris             | Bruno Guillon Thomas Thouroude                                          | France 2            | 2,2 millions (13 %)                       | [ 25 ]     |
| 33e     | 9 février 2018               | La Seine musicale           | Daphné Bürki                                                            | France 2            | 2,8 millions (16,2 %)                     | [ 26 ]     |
| 34e     | 8 février 2019               | La Seine musicale           | Daphné Bürki                                                            | France 2            | 2,0 millions (13 %)                       | [ 27 ]     |
| 35e     | 14 février 2020              | La Seine musicale           | 14 animateurs de France Télévisions                                     | France 2            | 2,41 millions (15,8 %)                    | [ 29 ]     |
| 36e     | 12 février 2021              | La Seine musicale           | Stéphane Bern Laury Thilleman                                           | France 2            | 3 millions (16,2 %)                       | [ 30 ]     |
| 37e     | 11 février 2022              | La Seine musicale           | Laury Thilleman Olivier Minne                                           | France 2            | 2,67 millions (16 %)                      | [ 31 ]     |
| 38e     | 10 février 2023              | La Seine musicale           | Laury Thilleman                                                         | France 2            | 2,35 millions (15,6 %)                    | [ 32 ]     |
| 39e     | 9 février 2024               | La Seine musicale           | Léa Salamé Cyril Féraud                                                 | France 2            | 2,17 millions (14,6 %)                    | [ 33 ]     |
| 40e     | 14 février 2025              | La Seine musicale           | Léa Salamé Cyril Féraud                                                 | France 2            | 2,79 millions (15,2 %)                    | [ 34 ]     |

## Catégories
L'intitulé des différentes Victoires de la musique peut varier d'une année sur l'autre et certaines catégories ont été supprimées au cours du temps, ce qui explique les listes incomplètes.
Les trophées relatifs à la musique classique et au jazz, bien que décernés au sein des Victoires de la musique jusqu'en 1993, ne figurent pas dans ce palmarès.
En gras sont indiquées les catégories décernées en 2025.

### Catégories récompensant des artistes confirmés
- Artiste interprète féminine de l'année - depuis 1985
- Artiste interprète masculin de l'année - depuis 1985
- Artiste interprète étranger de l'année - en 1985
- Groupe de l'année - de 1988 à 2000
- Artiste interprète ou groupe francophone de l'année - de 1994 à 1997
- Artiste de musiques électroniques ou dance de l'année - en 2008 et 2009

### Catégories récompensant des artistes révélations
- Révélation variétés de l'année - de 1985 à 1986
- Révélation variétés féminine de l'année - de 1987 à 1996
- Révélation variétés masculine de l'année - de 1987 à 1996
- Révélation groupe de l'année - de 1987 à 1996
- Révélation de l'année - de 1997 à 2004
- Album révélation de l'année - de 2001 à 2010 et de 2014 à 2020
- Groupe ou artiste révélation scène - de 2001 à 2020 et depuis 2024.
- Coup de cœur du public de l'année - de 2004 à 2013
- Groupe ou artiste révélation du public de l'année - de 2005 à 2013
- Révélation féminine de l'année - depuis 2021
- Révélation masculine de l'année - depuis 2021

### Catégories récompensant des albums sans distinction de genre musical
- Album de l'année - de 1985 à 1998, en 2011 et depuis 2020

### Catégories récompensant des albums de variété, pop, rock
- Album de chansons, variétés de l'année - de 2001 à 2019
- Album rock de l'année - de 1985 à 1986 et de 2001 à 2019
- Album de variété, pop, rock de l'année - de 1999 à 2000
- Album francophone de l'année - de 1985 à 1992

### Catégories récompensant des albums de musiques traditionnelles ou de musiques du monde
- Album de musiques traditionnelles ou de musiques du monde de l'année - de 1992 à 2019

### Catégories récompensant des albums de musiques urbaines et électroniques
- Album rap de l'année - en 2019
- Album de musiques urbaines de l'année - de 2007 à 2019
- Album de musiques électroniques, groove, dance de l'année - de 1998 à 2019
- Album rap ou groove de l'année - en 1999
- Album rap, reggae ou groove de l'année - de 2000 à 2001
- Album rap, hip-hop de l'année - de 2002 à 2004
- Album reggae, ragga de l'année - en 2002
- Album rap, hip-hop, R'n'B de l'année - en 2005
- Album rap, ragga, hip-hop, R'n'B de l'année - en 2006

### Autres catégories récompensant des albums
- Album de musique originale de cinéma ou de télévision de l'année - de 1985 à 2008
- Album pour enfants de l'année - de 1985 à 2001
- Album de variété instrumentale de l'année - de 1985 à 1986 et de 1992 à 1996
- Meilleures ventes d'album à l'étranger - de 1985 à 1995

### Chanson originale de l’année
- Chanson originale de l'année - depuis 1985

### Catégories récompensant des spectacles ou des concerts
- Spectacle musical, tournée ou concert de l'année - depuis 1999
- Spectacle musical de l'année - de 1985 à 1996
- Concert de l'année - de 1990 à 1998

### Vidéo-clip de l’année
- Vidéo-clip de l'année - depuis 1985

### DVD musical de l’année
- DVD musical de l'année - de 2005 à 2012 puis 2014

### Autres catégories liées à la variété
- Ingénieur du son de l'année - en 1985, 1992 et 1993
- Réalisation d'album de l'année - en 1985
- Musicien de studio de l'année - en 1985
- Réalisateur et/ou arrangeur de l'année - de 1986 à 1987
- Producteur de spectacles de l'année - de 1992 à 1996
- Pochette de disques de l'année - de 1985 à 1986

### Catégories liées à l'humour
- Humoriste de l'année - de 1985 à 1997

## Présidents d'honneur
- 1985 : Charles Trenet
- 1986 : Gilbert Bécaud
- 1988 : Alain Souchon & Julien Clerc
- 1990 : Raymond Devos
- 1991 : Yves Montand
- 1992 : Michel Sardou
- 1994 : Jacques Dutronc
- 1995 : Michel Sardou
- 1997 : Charles Aznavour
- 1998 : Francis Cabrel & Alain Souchon
- 2010 : Charles Aznavour
- 2018 : Sting
- 2020 : Florent Pagny
- 2021 : Jean-Louis Aubert
- 2022 : Stromae
- 2023 : Calogero
- 2024 : Zazie
- 2025 : Alain Souchon

### Victoires d'honneur
- 1990 : Serge Gainsbourg
- 1996 : Henri Salvador
- 2001 : Renaud
- 2003 : Serge Reggiani
- 2007 : Juliette Gréco et Michel Polnareff
- 2009 : Johnny Hallyday et Jean-Loup Dabadie
- 2010 : Charles Aznavour, Stevie Wonder et Hugues Aufray
- 2011 : Indochine
- 2013 : Véronique Sanson, Enrico Macias et Sheila
- 2014 : Salvatore Adamo
- 2015 : David Guetta, Jean-Louis Aubert, IAM et Rachid Taha
- 2016 : William Sheller
- 2018 : Étienne Daho
- 2020 : Maxime Le Forestier
- 2021 : Jane Birkin
- 2022 : Jacques Dutronc
- 2023 : Serge Lama
- 2024 : Bernard Lavilliers
- 2025 : Eddy Mitchell et Sylvie Vartan

En 2013, Serge Lama refuse sa victoire d'honneur, il estime que cette nomination donnée au dernier moment à plusieurs « anciens » donne l'impression qu'il fallait le faire et qu'on se débarrasse au plus vite de cette « obligation ». Il la recevra finalement lors de l'édition 2023.

### Invités d'honneur
- 1986 : Ray Charles
- 1988 : Elton John, Julio Iglesias
- 1990 : Johnny Clegg
- 1994 : Diana Ross, Paul Anka
- 1996 : Tina Turner, Ray Charles
- 1997 : Andrea Bocelli, Eros Ramazzotti
- 2001 : Lionel Richie, Sade, Craig David
- 2002 : Alicia Keys, Björk, Les Destiny’s Child,
- 2004 : Seal
- 2010 : Stevie Wonder
- 2011 : Avril Lavigne

### Les Victoires des Victoires
En 2005, pour la 20e édition de la cérémonie, ont été décernées des « Victoires des Victoires » récompensant des lauréats des vingt années écoulées :
- Artiste féminine de ces vingt dernières années : Mylène Farmer ;
- Artiste masculin de ces vingt dernières années : Jean-Jacques Goldman ;
- Chanson de ces vingt dernières années : Foule sentimentale d'Alain Souchon ;
- Album de ces vingt dernières années : Fantaisie militaire d'Alain Bashung.

## Récompenses multiples
- 13 Victoires
  - Alain Bashung, Matthieu Chedid[Note 1],[37]
- 12 Victoires
  - Orelsan
- 10 Victoires
  - Johnny Hallyday, Alain Souchon
- 7 Victoires
  - Vanessa Paradis, Stromae
- 6 Victoires
  - Benjamin Biolay, Jean-Jacques Goldman, Patricia Kaas, Renaud, Zazie[38]
- 5 Victoires
  - Angèle, Camille, Julien Clerc, Michel Jonasz, Eddy Mitchell, Noir Désir, Michel Sardou, MC Solaar, Laurent Voulzy, Zaho de Sagazan
- 4 Victoires
  - Abd al Malik, C2C, Francis Cabrel, Christine and the Queens, Les Inconnus, Louise Attaque[39], Clara Luciani, Jean-Baptiste Mondino, Olivia Ruiz, Henri Salvador, Éric Serra, William Sheller, Julien Doré
- 3 Victoires
  - Air, Bénabar, Bigflo et Oli, Calogero, Patrick Bruel, Henri Dès, Céline Dion, Mylène Farmer, Serge Gainsbourg, Arthur H, Les Innocents, Izïa, Jean-Michel Jarre, Manu Katché, Kyo, Daniel Lavoie, Jeanne Mas, Mickey 3D, Yael Naim, Raphael, Gaëtan Roussel[39], Véronique Sanson, Shaka Ponk, Émilie Simon, Rachid Taha
- 2 Victoires
  - 113, Jeanne Added, Amadou et Mariam, Aya Nakamura, Charles Aznavour, Barbara, Dominique Blanc-Francard, Isabelle Boulay, Alain Chamfort, Manu Chao, Louis Chedid, Bruno Coulais, Dan Ar Braz, Jean-Yves D'Angelo, Raymond Devos, Enzo Enzo, Cesária Évora, France Gall, Garou, Grand Corps Malade, La Grande Sophie, IAM, I Muvrini, Indochine, Juliette, Justice, Khaled, Renan Luce, Claude Nougaro, Pascal Obispo, Gérald de Palmas, Jean-Claude Petit, Michel Polnareff, Pomme, Pow Wow, Oxmo Puccino, Axelle Red, Les Rita Mitsouko[40], St Germain, Hubert-Félix Thiéfaine, Yann Tiersen, Jacques Veneruso, Roch Voisine, Zebda, Greg & Lio, Brice VDH, J.A.C.K